# That '90s show (Los Simpson)
That '90s Show (llamado El Show de los 90 en España y Ese Show de los 90's en Hispanoamérica), es un episodio perteneciente a la decimonovena temporada de la serie animada Los Simpson, estrenado originalmente el 27 de enero de 2008 y el 3 de agosto de 2008 en Hispanoamérica. Kurt Loder y "Weird Al" Yankovic fueron las estrellas invitadas del episodio, siendo la segunda vez que Yankovic trabaja en la serie. El episodio fue escrito por Matt Selman, y dirigido por Mark Kirkland. En este episodio, Homer y Marge rememoran uno de los puntos más oscuros de su relación, cuando él se convirtió en músico grunge y ella asistió a la Universidad de Springfield. El episodio es significativamente contrario a la continuidad de la serie, ya que actualiza la relación de Homer y Marge como novios en la década de 1990, en lugar de los 70 o los 80.

## Sinopsis
Todo comienza cuando Springfield está con temperaturas bajas y la familia Simpson se congela dentro de su casa, debido a que  Homer no había pagado el sistema de calefacción pues esperaba que el calentamiento global les quitaría el frío. Homer entonces empieza a lanzar objetos para mantener la chimenea encendida, incluso, tontamente lanza abrigos para el frío hacia el fuego.
Bart busca más objetos que lanzar para avivar el fuego de la chimenea y, al momento de revisar cajas, Marge se altera porque Bart quiere quemar una caja suya y en el momento en que cae al suelo, Lisa recoge las pertenencias de la caja y ahí descubre un diploma de la Universidad de Springfield, el cual, tenía por titulada a Marge. Homer y Marge parecen sorprendidos al hallar el diploma, y dicen que pertenece a los años pasados, en los cuales ellos eran novios. Lisa empieza a hacer unos cálculos y se da cuenta de que Bart debería haber nacido más tarde de lo que ellos pensaban, o sea, después de ser jóvenes. Y ahí es donde Homer y Marge proceden a describir una de las épocas más oscuras de su relación, que se dio en la década de 1990.
Mientras actúa los recuerdos, Homer y Marge son novios felizmente, y viven en un departamento. Marge es una lectora ávida, y Homer forma parte de una banda de R&B junto a Lenny, Carl, y Lou, el policía. Una mañana, Marge descubre que había sido aceptada para la Universidad de Springfield, pero queda sorprendida al ver el alto costo que significaría asistir.
Homer (aunque se negó al principio en ayudar a Marge) le sugiere a Marge que estudie en la Universidad mientras que él trabajaría para que ella pueda cumplir con su meta, aunque Homer tendría que trabajar en el centro de juegos virtuales de su padre, sitio donde tanto su progenitor como los niños lo maltratan de manera continua. Mientras, Marge empieza a adaptarse en la Universidad de Springfield partiendo desde su primera clase donde su maestro, el profesor Stefane August, le muestra un punto de vista distinto al que Marge tenía del arte, la política y la historia. Incluso se ve a Marge leyendo La otra historia de los Estados Unidos la obra más importante del reconocido historiador marxista estadounidense Howard Zinn.
Marge continúa con la historia. Marge pronto había empezado a admirar a August, y, cuando se encuentra con Homer al final de su largo día de trabajo, ésta le habla acerca de su profesor y de todo lo que le ha hecho ver. Homer no presta mucha atención a lo que dice Marge y solamente se ríe de lo que ve en la televisión y piensa que su profesor es un viejo sabio. Por lo que Marge se siente mal por esta acción de Homer. Pero llega un día en que Homer va a visitar a Marge en la Universidad pero Homer no se da cuenta de que el profesor August era igual de joven como él por lo que empieza a preocuparse por la manera en que Marge se expresa acerca de su profesor.
Poco a poco, Marge se da cuenta de que siente algo por el profesor. Marge comienza a hablar con él, quien, a su vez, se enamora de ella. August empieza a manipular a Marge, diciéndole que Homer es muy simple, y que este no aprecia su intelecto. Pero Homer va a la Universidad a visitar a Marge, donde por su falta de cultura, todos los universitarios intelectuales se burlan de él, incluso un profesor de la misma Universidad lo llama "pueblerino". Y en lo que busca a Marge, la encuentra con su profesor en una situación algo romántica por lo que Homer pide explicaciones de lo que vio. A tal punto que Homer y Marge tienen una discusión donde el afectado termina siendo Homer, y el profesor August sale beneficiado y victorioso sobre el asunto.
Furioso, regresa a la disquera donde se encuentra su grupo de R&B, pero Homer se siente tan desilusionado de lo que pasó que propone cambiar el ritmo por uno nuevo: El grunge. Además, cambia el nombre de la banda por Sadgasm (el cual tiene una similitud y hace referencia a la banda Nirvana). Debutan, cantando una canción llamada "Pollitically incorrect (Políticamente incorrecto)" hacienda que muchos universitarios admiren su música. Y mientras Sadgasm hacía su presentación, Marge llama a Homer y este se dirige a ella en medio del público. Marge le reclama sobre el por qué es ahora así su música (porque solo hacía mención de dolor y angustia) por lo que Homer le reprocha sobre por qué razón pagaba los estudios de alguien que busca salir con su profesor. Y ahí es donde Homer y Marge deciden terminar su relación. Y el profesor August aprovecha para salir con Marge mientras que Homer entra en un estado de depresión. 
Homer va a la taberna de Moe, quien en esa época tenía un bar de cigarros. Homer, enojado, no encuentra ayuda por parte de Moe, y hace una nueva canción la cual se llamaba "Shave Me (Aféitame)" (parodia de Rape Me), la cual lo impulsa hacia la fama. Mientras tanto, Marge y August comparten su primer beso y empiezan a tener una relación (Aquí, Marge se dirige a su profesor por su nombre: Stefane).
Cuando Marge y Stefane paseaban por la playa, este le revela un supuesto significado del faro con palabras algo filosóficas pero ofensivas haciendo parecer a Marge como una ignorante. Enseguida, Marge presencia una boda, de la cual Stefane se burla y establece su posición antimatrimonios. Pronto Marge se da cuenta de que Stefane estaba en contra del matrimonio siendo que ella deseaba casarse. Stefane le dice que sólo las mujeres tontas creen en el matrimonio. Y esto hace que Marge lo insulte diciéndole "estúpido" o mejor dicho "suplente de profesor estúpido", haciendo notar que Stefane no era profesor sino un suplente. Por lo que este le dice a Marge que no pudo ser profesor por el jefe de carrera es un "idiota" pero al rato se da cuenta de que el jefe de carrera estaba cerca de él. Y este le advierte que no se comporte así porque Stefane estaba a punto de sacar su doctorado. Por lo que el jefe de carrera golpea a Stefane en la playa y Marge termina dando punto final a su relación con Stefane  
Marge, sintiéndose muy mal por su error al dejar Homer por un profesor que, en realidad era un manipulador e imbécil , mira la televisión y se sorprende al ver a Homer cantando una canción dedicada a ella, llamada "Margerine"; notando así que a pesar de que Marge lo trató mal, Homer aún la amaba. Pero de repente, aparece como última noticia, un reporte especial de las noticias de la música con Kurt Loder, revelando que los miembros de la banda Sadgasm se habían separado, y que Homer estaba solo en su mansión, con la posibilidad de que este se haya vuelto drogadicto. Cuando Marge llega a la mansión, ve a Homer con jeringas y piensa que Homer se había vuelto un adicto a las drogas. Pronto comienza a cuidarlo y empezó a darse cuenta de que Homer no consumía heroína sino que las jeringas eran de insulina. Por lo que Homer termina su rehabilitación en el hospital. Pronto, Homer se recupera y él y Marge vuelven a ser una pareja. Marge, en el presente, le revela a Bart y a Lisa que había aprendido que "Homer está en donde está el corazón".
El episodio termina con un beso romántico dentro de casa por parte de Homer y Marge mientras que en la parte de afuera de la casa, pasa el mismo profesor que insultó a Homer en la Universidad paseando a su perro, y nuevamente lo llama pero en voz baja: "Pueblerino".